# 이어령
이어령(李御寧, 1933년 12월 29일~2022년 2월 26일)은 대한민국의 문학평론가, 언론인, 저술가, 대학 교수를 지낸 국어국문학자이며, 노태우 정부에서 초대 문화부 장관을 역임하였다. 본관은 우봉. 호(號)는 능소(凌宵)이다.
배우자는 문학 평론가인 강인숙이며, 서울 종로구에 이어령의 '령'과 강인숙의 '인'을 딴 영인문학관을 운영하였다.

## 생애
이어령 선생은 충청남도 아산에서 대지주의 아들로 태어났다. 1956년 서울대학교 국문학 학사와 1960년 동 대학원 국문학과 문학 석사, 1987년 단국대학교 대학원 국문학과 문학박사 등을 취득하였다.
경기고등학교 교사, 단국대학교 전임강사를 지냈으며, 1960년부터 서울신문, 한국일보, 경향신문, 중앙일보 등에서 논설위원으로도 활동하였다.
1967년 8월부터 1999년 2월까지 이화여자대학교 문리대학 국어국문학과 교수를 역임하였고 1999년 2월부터 2022년에 별세할 때까지 동교 석좌교수를 지냈다. 그 외에도 2001년 8월부터 2012년 8월까지 배재대학교 국어국문학과 석좌교수를 지냈으며 2012년 8월부터 2022년에 별세할 때까지 배재대학교 한류문화산업대학원 석학교수를 지냈다.
1988년 서울 올림픽 개·폐회식의 총괄 기획을 맡아 '벽을 넘어서'라는 서울 올림픽 표어, 개회식의 굴렁쇠 소년 등 전세계에 인상적인 연출을 하였다.

1990년 노태우 정부에서 문화부 장관으로 임명되어 1990년 1월 3일부터 1991년 12월 19일까지 문화부 장관을 지냈다.
2009년에는 경기디지로그창조학교를 설립하여 명예교장을 맡았다.
2022년 2월 26일 암 투병 끝에 숙환으로 별세하였다.

## 학력
- 공주고등학교(1950년 전퇴) → 부여고등학교 졸업(1952년)
- 서울대학교 문리과대학 국어국문학과 학사(1956년)
- 서울대학교 대학원 국어국문학과 문학 석사(1960년)
- 단국대학교 대학원 국어국문학과 문학박사(1987년)

## 경력
- 1960~1961: 서울신문 논설위원
- 1961: 한국일보 논설위원
- 1962~1965: 경향신문 논설위원
- 1966~1972: 중앙일보 논설위원
- 1966~1999: 이화여자대학교 문리대학 전임강사, 조교수, 부교수, 교수
- 1990.01~1991.12: 문화부 장관
- 1992.09 올림픽기념사업추진위원회 위원
- 1993 한백연구재단 자문위원
- 1993.12 범국민독서 새물결운동추진위원회 상임고문
- 1994~2022 대한민국예술원 회원
- 1994.03 국제화추진위원회 위원
- 1994.03 광복50주년 기념사업위원회 위원
- 1995.01 세계화추진위원회 위원
- 1995.02 조선일보21세기 정보화포럼 위원
- 1998~1999.03 제2건국 범국민추진위원회 공동위원장
- 1998.05 통일고문회의 통일고문
- 1999.02~2022.02: 이화여자대학교 명예교수
- 1999.04~2001.01: 새천년준비위원회 위원장
- 2001.01~2022.02: 중앙일보 고문
- 2001.05 사이언스 북 스타트운동 공동대표
- 2001.08~2012.08: 배재대학교 국어국문학과 석좌교수
- 2005.11 앙코르-경주세계문화엑스포 2006 조직위원회 한국측 조직위원
- 2008.07 서울디자인올림픽 2008 조직위원회 위원
- 2009.03.~2016.03. 경기디지로그창조학교 법인 이사장
- 2009.07 제3회 제주세계델픽대회 명예고문
- 2009.10~2022.02 Korea CEO Summit 명예이사장
- 2010 유네스코 세계문화예술교육대회 조직위원회 위원장
- 2010.04 건국대학교 문화콘텐츠창조위원회 위원장
- 2011.03 가족친화포럼 고문
- 2012.08.~2022.02: 배재대학교 한류문화산업대학원 석학교수
- 2014.12.~2022.02: 동아시아문화도시 조직위원회 명예위원장
- 2016.03.~2022.02. 경기디지로그창조학교 명예 교장
- 영인문학관 명예 이사장
- 서울대학교 총동창회 고문
- 한반도선진화재단 고문

## 문단 활동
1956년 한국일보에 문학평론 〈우상의 파괴〉를 발표하여 주목을 받았다. 〈우상의 파괴〉에서 그는 김동리를 '미몽(迷夢)의 우상'이라고 하고 '모더니즘'의 기수를 자처하고 있는 조향을 '사기사의 우상', 이무영을 '우매(愚昧)의 우상', 최일수를 '영아(嬰兒)의 우상'이라고 깎아내렸을 뿐만 아니라 황순원, 조연현, 염상섭, 서정주 등을 '현대의 신라인들'로 묶어 신랄한 비평을 가했다. 그는 우리 문학의 불모지적 상황에서 새로운 터전을 닦아야 할 것을 주장했으며, 이데올로기와 독재 체제의 금제에 맞서 문학이 저항적 기능을 수행해야 함을 역설하였다. '작품의 실존성'을 문제로 김동리와 논쟁을 벌이기도 했고, 조연현과 '전통논쟁'도 펼쳤다. 특히 1959년 3월 한 신문을 통해 전개된 소설가 김동리와 비평가 이어령 사이의 시비는 대한민국 문단사에서 은유와 비문(非文)에 관한 '험악한' 논쟁으로 기록된다. (남영신，<나의 한국어 바로 쓰기 노트>)

## 주요 작품

### 평론
- 《이상론: 순수의식의 뇌옥(牢獄)과 그 파벽(破壁)》: 작가 이상의 문학적 진면목을 널리 알림[6]
- 《우상의 파괴 (1956)》[7] : 스물두살에 기성세대를 비판하고 새로운 세대의 출발을 알림. 평론이 아닌 선언문 형식으로 단문임.
- 《화전민의 선엉 (1958)》 :스물네살에 한국전쟁으로 모든 게 파괴된 이 땅에 창조의 씨앗을 뿌려야 한다고 주장
- 《비유법론고》
- 《해학의 미적 범주》
- 《사회참가의 문학》
- 《현대소설 60년》

### 평론집
- 《저항의 문학》
- 《전후문학의 새물결》
- 《한국작가전기연구》

### 소설
- 《마호가니의 계절》
- 《장군의 수염》
- 《의상과 나신》
- 《소년 봉신방》

### 소설집
- 《환각의 다리》
- 《둥지 속의 날개》
- 《무익조》

### 수필
- 《흙속에 저 바람속에 (1962년)》 한국인이란 누구인가, 한국문화의 본질은 무엇인가, 한국인의 체험의 원형은 무엇인가를 묻고 답함
- 《신한국인》
- 《축소지향의 일본인》 이웃 일본문화에 대한 날카로운 통찰을 보임
- 《디지로그》선언편: 다지털과 아날로그를 결합한 디지로그를 만듦.  디지털 문화를 창출함으로써 한국 사회가 세계 사회의 새로운 리더가 되자고 주장.
- 《지성의 오솔길》
- 《지성에서 영성으로》

### 해외 출판
<축소지향의 일본인>(「縮み」志向の日本人)을 비롯 이어령의 책은 일본에서 베스트셀러를 기록하였고, 지금까지도 번역 출판되고 있다. 특히 2005년 4월 출간된 <장켐 문명론>(신조사)은 <축소지향의 일본인> 이후 문명 융합에 대한 해박한 경륜을 담아 한 중 일 삼국의 미래를 조망했다는 점에서 크게 평가받았다.

## 평가
이어령은 이 시대 최고의 지성, 오천년 역사상 가장 돋보이는 창조적 인물로 칭송을 받고 있지만 선천적인 자유분방한 모습으로 일부에서는 강한 비판을 받기도 한다.
고령의 나이에 비해 컴퓨터 및 소프트웨어 활용 능력이 뛰어나다. 서재에 각기 다른 목적을 가진 7대의 컴퓨터가 있으며, 자료 정리는 에버노트를 주로 쓴다. 김정운과의 대화에서 자신의 에버노트에 저장된 노트의 수가 18,000개라고 밝혔다.
2023년 <코리안메모리 올해의 인물>로 선정되어 <이어령의 序> 특별전시가 국립중앙도서관에서 2023년 2월 24일에서 4월 23일까지 개최되었다.

### 한국적 인문주의
이어령은 천재적인 글쓰기의 역량을 발휘했다.

## 가족
- 아버지: 이병승(李丙昇)
- 어머니: 원용숙(元溶淑, 아명(兒名)은 원경자(元庚子).)
  - 배우자: 강인숙(姜仁淑, 1933년 10월 15일~, 문학평론가, 함경남도 이원군 출생, 서울대학교 국어국문학과 학사, 숙명여자대학교 대학원 문학 석사·박사, 건국대학교 명예교수, 영인문학관 관장)
    - 딸: 이민아(李玟娥, 1959년 7월 23일~2012년 3월 15일, 변호사, 검사, 개신교 목사)
    - 장남: 이승무(李丞茂, 1963년 4월 20일~, 영화감독, 한국외국어대학교 노어학과 졸, 동국대학교 대학원 노어노문학과 문학석사, 미국 뉴욕 대학교 대학원 영화학과 예술학 석사)
    - 차남: 이강무(李岡茂, 1966년 7월 20일~, 백석대학교 교수)
    - 장자부: 김경희
    - 차자부: 이유미
      - 손자: 이수범
      - 손자: 이정범
      - 손녀: 이다인
      - 손녀: 이지인

## 출연작
- 1990년 7월 9일 KBS 《11시에 만납시다 - 문화부 장관 이어령》
- 1992년 8월 3일 KBS 《11시에 만납시다 - 이어령 전 문화부 장관》
- 2011년 KBS 이어령의 80초 생각나누기
- 2008년 CTS기독교TV 이어령의 토크 에새이

## 상훈
- 1979년: 대한민국 문화예술상
- 1989년: 체육훈장 맹호장
- 1992년: 일본 디자인문화상
- 1996년: 일본 국제교류기금 대상
- 2001년: 서울시문화상(문학부문)
- 2003년: 제48회 대한민국 예술원상(문학부문)
- 2007년: 제2회 마크 오브 리스펙트상
- 2009년: 마사오카 시키 국제 하이쿠상
- 2009년: 제2회 한민족문화예술대상 문학부문상
- 2011년: 제24회 기독교문화대상 시상식 문학특상
- 2011년: 제20회 소충 사선문화상 특별상
- 2020년: 제11회 홍진기 창조인상 특별상
- 2021년: 제50회 문화의 날 금관문화훈장

## 같이 보기
- 이병도 - 이어령의 친척